# Districtul Mae Wang
Mae Wang (în thailandeză แม่วาง) este un district (Amphoe) din provincia Chiang Mai, Thailanda, cu o populație de 30.871 de locuitori și o suprafață de 601,680 km².

## Componență
Districtul este subdivizat în five subdistricte (tambon), care sunt subdivizate în 62 de sate (muban).
| Nr. | Nume              | În thailandeză | Sate | Locuitori |  |
| --- | ----------------- | -------------- | ---- | --------- |  |
| 1.  | Ban Kat           | บ้านกาด         | 13   | 5,544     |  |
| 2.  | Thung Pi          | ทุ่งปี้            | 12   | 4,602     |  |
| 3.  | Thung Ruang Thong | ทุ่งรวงทอง       | 8    | 2,650     |  |
| 4.  | Mae Win           | แม่วิน           | 19   | 10,879    |  |
| 5.  | Don Pao           | ดอนเปา         | 10   | 7,196     |  |